# أنتوني وودز
أنتوني وودز (بالإنجليزية: Anthony Woods) هو سياسي أمريكي، ولد في 20 يوليو 1980 في الولايات المتحدة. حزبياً، نشط في الحزب الديمقراطي.